# Dendrophthora corynarthron
Dendrophthora corynarthron là một loài thực vật có hoa trong họ Santalaceae. Loài này được (Eichler) Kuijt mô tả khoa học đầu tiên năm 2000.